# وناوس
وناوس (به ایتالیایی: Venaus) یک کومونه در ایتالیا است که در استان تورین واقع شده‌است.

## خصوصیات
وناوس ۱۹٫۸ کیلومترمربع مساحت و ۹۶۲ نفر جمعیت دارد و ۶۰۴ متر بالاتر از سطح دریا واقع شده‌است.